# Natural Black Color
Timóteo de Deus Tiny dos Santos (nascido a 17 de Outubro 1974), também conhecido como Natural Black Color, é um músico, rapper e MC/host de Torres Vedras.
Natural Black Color, mais conhecido por NBC, é um dos grandes nomes da música actual portuguesa, um dos fundadores do movimento hip-hop em Portugal e apreciado pelas suas peculiares performances ao vivo com crossover entre o soul, R&B, drum and bass, rock e electrónica e ainda com versatilidade para transformar e criar versões acústicas. 
Nascido em 1974 em São Tomé e Princípe, com a influência das suas raízes africanas, Timóteo Tiny é uma das vozes soul mais acarinhadas de Portugal e autor de temas como «Segunda Pele», «NBCioso», «Homem», «Neve», «DOIS» ou «Espelho».  
Depois de 10 anos de Filhos D'1 Deus Menor (juntamente com o seu irmão Tito Daniel - Black Mastah) lança o primeiro disco em 2003 com a ajuda da editora FOOTMOVIN, de Tiago Ribeiro (Dj BomberJack). "AFRO-DISÍACO" um disco de rap com influências americanas como Common e Talib Kwali, abriu portas para explorar o seu lado mais soul participando em colaborações com Sam The Kid, Regula, GrogNation, entre outros. 

Em 2008 lança "MATURIDADE" considerado como um dos melhores álbuns contemporâneos, pela mão do consagrado músico e produtor New Max (Tiago Novo) da formação musical Expensive Soul , uma fusão de instrumentos reais e samples com o objetivo claro de criar a sua bandeira musical com influencia no canadiano K-AOS.

O seu disco TODA A GENTE PODE SER TUDO, editado em finais de 2016, foi aclamado como o melhor álbum do ano. 
Já fez digressão com a banda GNR e em 2015 e 2018 viajou até ao Brasil para uma digressão de  40 dias em estados diferentes, tendo passado por lugares como Rio de Janeiro, São Paulo, Porto Alegre, Curitiba, Florianópolis ou Belo Horizonte. 
Em 2019, participou no Festival da Canção, com a canção "Igual a Ti", tendo conquistado o segundo lugar do concurso.

"Fight With Love" foi o tema que criou em 2020, tendo sido o seu primeiro poema escrito na língua inglesa. Depois, continuou a sua saga de EP's, desta vez com o título "EPiderme" (2021), onde assumiu toda a criação, gravação e produção de todos os temas, que nasceram dentro da sua casa, na altura pandémica. Dos seus trabalhos mais intimistas e altamente criativos, este EP abriu portas para o  tema "Eternamente" editado no mesmo ano. 
Em 2022 juntou mais uma forma de expressão artística ao seu currículo e criou e produziu uma curta metragem “EPílogo” cuja banda sonora deu origem também a um EP com mesmo nome. 
A curta metragem foi apresentada durante o Jardim de Verão Gulbenkian ´22, com a curadoria do Dino D`Santiago juntamente com a Lisboa Criola, sendo posteriormente disponibilizada na RTP PLAY.

No final de 2022, fez parte da digressão de Natal de Cais Sodré Funk Connection no projecto Cotton Xmas. Agora, é também o novo frontman da banda. 
Paralelamente à sua carreira de músico, teve também participações no cinema, no filme "Fado" de Carlos Saura em 2008, e no filme "Desassossego" de João Botelho, dois anos depois. 
No teatro, foi um dos actores da peça "Ruínas", em cena no Teatro do Bairro e no Teatro São Luiz em 2016, com encenação de António Pires. Empresta também a sua voz a filmes de animação, sendo que já o ouvimos em diferentes personagens em Ugly Dolls, Mínimos 2, Tom & Jerry, ou em Space Jam 2, onde interpretou o ícone norte-americano de basquetebol, LeBron James.

Com a sua discografia já pintou diversas bandas sonoras de filmes e de telenovelas portuguesas, e já pisou muitos palcos em festivais como  NOS Alive, Super Bock Super Rock, Iminente, Meo Sudoeste, Festival F ou também salas icónicas como Coliseu de Lisboa, Casa da Música ou Hard Club.

Em 2023 prepara-se para apresentar o seu último trabalho, "CARROSSEL", um paralelismo entre a viagem num carrosel e as voltas que a vida dá.